# شرکت نفت عمومی مصر
شرکت نفت عمومی مصر (به انگلیسی: Egyptian General Petroleum Corporation) شرکت هلدینگ نفت و گاز مصری است، که از طریق شرکت‌های تابعه و زیرمجموعه خود، در زمینه تولید نفت خام، گاز طبیعی و فراورده‌های پتروشیمی فعالیت می‌کند.
شرکت نفت عمومی مصر در سال ۱۹۵۶ به‌عنوان یک شرکت ملی نفت توسط دولت مصر راه‌اندازی شد و در حال حاضر دارای چندین شرکت تابعه و زیرمجموعه می‌باشد، که کلیه آنها از طریق مشارکت این شرکت با شرکت‌های بزرگ نفتی جهان همچون؛ رویال داچ شل، هالیبرتون، شلومبرجر، اکسان‌موبیل، توتال و شورون تشکیل شده‌اند.
دفتر مرکزی این شرکت در منطقه المعادی شهر قاهره، مصر قرار دارد و کلیه سهام آن متعلق به دولت مصر می‌باشد، که از طریق وزارت نفت و منابع معدنی مصر بر آن مدیریت می‌کند.